# 石城王
石城王（いわきおう、生没年不詳）は、奈良時代の皇族。官位は従五位上・因幡守。

## 経歴
称徳朝の天平神護元年（766年）无位から従五位下に直叙され、神護景雲2年（768年）内兵庫頭に任ぜられる。
光仁朝では宝亀2年（771年）縫殿頭、宝亀8年（777年）造酒正を歴任し、宝亀11年（780年）縫殿頭に再任される。天応元年（781年）桓武天皇の即位に伴って従五位上に昇叙され、翌天応2年（782年）因幡守として地方官に転じている。

## 官歴
『続日本紀』による。
- 天平神護元年（766年） 11月5日：従五位下（直叙）
- 神護景雲2年（768年） 閏6月3日：内兵庫頭
- 宝亀2年（771年） 7月23日：縫殿頭
- 宝亀8年（777年） 正月27日：造酒正
- 宝亀11年（780年） 3月17日：縫殿頭
- 天応元年（781年） 4月15日：従五位上
- 天応2年（782年） 閏正月17日：因幡守